# La nonna Magdalena/Gloria
La nonna Magdalena/Gloria è il 28º singolo discografico di Mina, pubblicato nel 1960 dall'etichetta discografica Italdisc.

## Storia
Ne esiste una versione promozionale per jukebox con identico numero di catalogo. Pubblicato con due copertine diverse, quella ufficiale e la stessa sovrastampata.
Entrambi i brani sono stati inseriti nell'antologia Ritratto: I singoli Vol. 1 del 2010.
Tony De Vita e la sua orchestra accompagnano Mina nelle due canzoni.
Il brano La nonna Magdalena, canzone presente nell'album ufficiale Il cielo in una stanza del 1960, sull'EP Un piccolo raggio di luna/La nonna Magdalena/Non voglio cioccolata/Rossetto sul colletto (Philips 433 701 BE del 1963) appartenente alla discografia francese e anche, in genere sul lato B, su alcuni 45 giri destinati ad altri paesi.
Il brano Gloria è la cover dell'omonimo brano scritto da Leon René inciso già nel 1945 dal Buddy Baker Sextet, gruppo di Norman Dale "Buddy" Baker.
Questa versione in italiano, con testo e adattamento musicale di Elvia Figliolo, si trova anche nell'album Due note del 1961.
Più tardi, nel 1987, Mina inciderà la versione originale in inglese per l'album Rane supreme.

## Tracce
Lato A
1. La nonna Magdalena – 2:12 (testo: Nicola Salerno, Vito Pallavicini – musica: Pino Massara; edizioni musicali S. Cecilia)

Lato B
1. Gloria – 2:16 (testo: Misselvia – musica: Leon René, Misselvia; edizioni musicali Francis Day)